# Paprika Steen
Paprika Steen (døbt Kirstine Steen, født 3. november 1964 på Frederiksberg) er dansk skuespillerinde, filminstruktør og sanger, kendt for sine roller i Festen, Den Eneste Ene, Vikaren og Applaus, samt sit arbejde som instruktør på Lad de små børn og Den tid på året.

## Karriere

### 1990'erne
Der skulle 13 optagelsesprøver og fem års søgning til, før Paprika Steen kom ind på skuespillerskolen ved Odense Teater.
Hun begyndte i dansk film med at spille forskellige mindre roller, men i slutningen af 1990'erne fik hun sit gennembrud. I 1997] var hun aktuel i Steen Rasmussen og Michael Wikkes komedie Hannibal og Jerry, hvor hun optrådte på filmens soundtrack i duet med Martin Brygmann på sangen "Brug dit hjerte som telefon". Samme år var hun medlem af satire-gruppen Lex & Klatten i selskab med Martin Brygmann, Hella Joof og Peter Frödin, som året efter udgav deres eneste album, hvor de bl.a. opførte sangen "For kendt".
I 1998 var hun aktuel i to film baseret på Dogme95-manifestet, som markerede en revolution i dansk film. Hun spillede Helene i Thomas Vinterbergs dogme-film Festen, som vandt De Gyldne Palmer ved Cannes Film Festival og solgte 403.642 billetter herhjemme. Dernæst havde hun en mindre rolle som en overklasse-kvinde i Lars von Triers Idioterne. Hun blev tilbudt stillingen som instruktørassistent på Kristian Levrings The King is Alive, men takkede nej.
I 1999 var hun aktuel i Susanne Biers komedie Den Eneste Ene, som blev en succes hos publikum og kritikerne. Filmen solgte 843.472 biografbilletter og Steen vandt en Bodil for bedste kvindelige birolle for Den eneste ene ved prisuddelingen i 2000.

### 2000'erne
Efter årtusindeskiftet engagerede hun sig i flere større roller. I 2001 var hun aktuel som stemmeskuespiller af koen Berta i Per Flys stop-motion film Prop og Berta. I 2002 spillede hun socialrådgiveren Nete i Jesper W. Nielsens drama Okay, som indbragte hende en Robert og Bodilpris for bedste kvindelige hovedrolle. Lignende succes fik hun med rollen som Marie i Susanne Biers Elsker Dig For Evigt, hvortil hun blev tildelt prisen for bedste kvindelige birolle, igen ved begge ceremonier. Steen fik i 2004 sin instruktørdebut med dramaet Lad de små børn.... med Sofie Gråbøl og Mikael Birkkjær i hovedrollerne.
I 2007 vendte hun tilbage med sin første hovedrolle i fem år, med Ole Bornedals science-fiction thriller Vikaren, og hun modtog stor ros fra kritikerne og en Zulu Award for bedste kvindelige hovedrolle. Samme år var hun igen aktuel som instruktør med filmen Til døden os skiller, hvor hun instruerede Sidse Babett Knudsen og Lars Brygmann. I 2008 spillede hun Martha i Hvem er bange for Virginia Wolf? på Østre Gasværk. Hun modtog en Reumert nominering for sin præstation, men tabte prisen til Sofie Gråbøl.
I 2009 spillede hun hovedrollen i Martin P. Zandvliets' drama Applaus, hvor hun portrætterer en alkoholiseret diva, der kæmper for forældrerettighederne til sine børn. Filmen blev mødt med blandet kritik, men Paprika Steen modtog store roser og internationale priser for sin præstation.

### 2010'erne
Paprika Steen var den 10. februar 2010 vært ved Zulu Awards 2010, hvor hun bl.a. opførte Beyoncés sang "Single Ladies". Ved samme ceremoni vandt hun prisen som "Årets danske skuespillerinde" for filmen Applaus. I 2012 genoptog hun samarbejdet med Susanne Bier, hvor hun havde en rolle i filmen Den Skaldede Frisør overfor Trine Dyrholm og Pierce Brosnan.
I 2016 var hun aktuel i Folketeatret, hvor hun portrætterede Tove Ditlevsen overfor Martin Brygmann i stykket Toves værelse, skrevet af Jakob Weis. Steen og Weis udarbejdede derefter manuskriptet til julefilmen Den tid på året, der markedrede Steens tredje film som instruktør. Hun instruerede Sofie Gråbøl, Jacob Lohmann og Lars Brygmann, mens hun selv havde rollen som Katrine. Filmen blev udsendt i 2018 og mødt positivt af de danske anmeldere. Den klarede sig godt i biografen, med et billetsalg på 319.905.

### 2020'erne
I 2020'erne medvirkede hun bl.a. i den amerikanske tv-serie The First Lady og i de danske spillefilm Toves værelse (2023) og i Nattevagten 2 (2023). For sin hovedrolle som Tove Ditlevsen i Toves værelse modtog Paprika Steen en Bodil.

## Privat
Hun er datter af musiker Niels Jørgen Steen og skuespiller Avi Sagild. Hun er søster til skuespiller og musiker Nikolaj Steen, og halvsøster til producer og musiker Kim Sagild.
Paprika Steen har dannet par med filmproducer og manuskriptforfatter Mikael Rieks fra 1999-2013, og sammen har de et barn.

## Filmografi

### Film
| År   | Titel                                   | Rolle               | Instruktør                     |
| ---- | --------------------------------------- | ------------------- | ------------------------------ |
| 1971 | Den forsvundne fuldmægtig               | Anders' datter      | Gert Fredholm                  |
| 1988 | Rami og Julie                           | Linda               | Erik Clausen                   |
| 1993 | Sort høst                               | Pige på Ravnsholt   | Anders Refn                    |
| 1994 | Frække Frida og de frygtløse spioner    | Lonni               | Søren Ole Christensen          |
| 1995 | Kun en pige                             | Syerke              | Peter Schrøder                 |
| 1996 | De største helte                        | Lisbeth             | Thomas Vinterberg              |
| 1997 | Hannibal og Jerry                       | Mor                 | Steen Rasmussen, Michael Wikke |
| 1998 | Idioterne                               | Overklasse kvinde   | Lars von Trier                 |
| 1998 | Festen                                  | Helene              | Thomas Vinterberg              |
| 1999 | Mifunes sidste sang                     | Pernille            | Søren Kragh-Jacobsen           |
| 1999 | Den eneste ene                          | Stella              | Susanne Bier                   |
| 2000 | Solen er så rød                         | Mor                 | Jens Arentzen                  |
| 2000 | Max                                     | Zeborah             | Trine Piil Christensen         |
| 2000 | Dancer in the Dark                      | Kvinde på nattevagt | Lars von Trier                 |
| 2002 | Okay                                    | Nete                | Jesper W. Nielsen              |
| 2002 | Elsker dig for evigt                    | Marie               | Susanne Bier                   |
| 2003 | Rembrandt                               | Charlotte           | Jannik Johansen                |
| 2004 | Lad de små børn....                     | -                   | Instruktør                     |
| 2005 | Forty Shades of Blue                    | Lonni               | Ira Sachs                      |
| 2005 | Adams æbler                             | Sarah Svendsen      | Anders Thomas Jensen           |
| 2005 | Run (kortfilm)                          | Ami                 | Peter Mackie Burns             |
| 2007 | Vikaren                                 | Ulla Harms          | Ole Bornedal                   |
| 2007 | Til døden os skiller                    |                     | Instruktør                     |
| 2007 | De unge år: Erik Nietzsche sagaen del 1 | Ursula Østdal       | Jacob Thuesen                  |
| 2008 | Den du frygter                          | Sigrid              | Kristian Levring               |
| 2009 | Applaus                                 | Thea Barfoed        | Martin Zandvliet               |
| 2010 | Alting Bliver Godt Igen                 | Siri                | Christoffer Boe                |
| 2010 | Superclasico                            | Anna                | Ole Christian Madsen           |
| 2012 | Den skaldede frisør                     | Benedikte           | Susanne Bier                   |
| 2012 | Keep the Lights On                      | Karen               | Ira Sachs                      |
| 2014 | Kolbøttefabrikken                       | Acacia              | Morten Boesdal Halvorsen       |
| 2014 | Stille hjerte                           | Heidi               | Bille August                   |
| 2016 | Antboy 3                                | Alicia Dufort       | Ask Hasselbalch                |
| 2016 | Undercover                              | Hanne               | Nikolaj Peyk                   |
| 2018 | Den tid på året                         | Katrine             | Instruktør                     |
| 2019 | Domino                                  | Hanne Hansen        | Brian De Palma                 |
| 2022 | Fædre og mødre                          | -                   | Instruktør                     |
| 2023 | Toves værelse                           | Tove Ditlevsen      | Martin Zandvliet               |
| 2023 | Nattevagten 2 - Dæmoner går i arv       | Kramer              | Ole Bornedal                   |
| 2025 | Det nye år                              | -                   | Instruktør                     |

### Tv-serier
| År        | Titel                   | Rolle             | Noter        |
| --------- | ----------------------- | ----------------- | ------------ |
| 1994      | Frihedens Skygge        | Pige på bar       | miniserie    |
| 1995      | Jeg ville ønske for dig | Vibse Mortensen   |              |
| 1995      | Juletestamentet         | Mie               | julekalender |
| 1997      | Lex & Klatten           | Diverse           |              |
| 2000      | Edderkoppen             | Helga Krog        |              |
| 2003      | Forsvar                 | Pernille Karmark  |              |
| 2003      | The Fallen              | Charlotte         |              |
| 2006-2010 | Kommissæren og havet    | Line Anders       |              |
| 2008      | Mikkel og Guldkortet    | Birgitte Johansen | julekalender |
| 2008      | Hjerteslag              | Elisabeth         | miniserie    |
| 2011-12   | Lykke                   | Lene Leth         |              |

### Stemme til tegnefilm
| År   | Titel                            | Rolle    | Noter |
| ---- | -------------------------------- | -------- | ----- |
| 2000 | Hjælp! Jeg er en fisk            | Moderen  |       |
| 2000 | Prop og Berta                    | Berta    |       |
| 2002 | Drengen der vil gøre det umulige | Hunbjørn |       |
| 2007 | Min skøre familie Robinson       | Mille    |       |

## Diskografi
| År   | Titel                       | Album                                                              | Note                                                                        |
| ---- | --------------------------- | ------------------------------------------------------------------ | --------------------------------------------------------------------------- |
| 1995 | Nu er det næsten jul        | Juletestamentet                                                    | Kollaboration med Lotte Andersen, Caroline Henderson, Jimmy Jørgensen, etc. |
| 1997 | Brug dit hjerte som telefon | Hannibal og Jerry                                                  | Duet med Martin Brygmann                                                    |
| 1998 | For kendt                   | Lex & Klatten                                                      | Martin Brygmann, Hella Joof og Peter Frödin                                 |
| 1998 | Glasvandtis                 | Lex & Klatten                                                      | Martin Brygmann, Hella Joof og Peter Frödin                                 |
| 1998 | Gokkesokken                 | Lex & Klatten                                                      | Martin Brygmann, Hella Joof og Peter Frödin                                 |
| 1998 | Hvide mennesker             | Lex & Klatten                                                      | Solo - Ikke udgivet digitalt                                                |
| 2002 | It's Okay                   | Okay                                                               | Duet med Nikolaj Steen                                                      |
| 2005 | Hvor små vi er              |                                                                    | Velgørenhedssang                                                            |
| 2006 | Glemmer du                  | Danske Filmhits - De største stjerner synger de største klassikere |                                                                             |
| 2008 | Pas på Mikkel               | Mikkel og Guldkortet                                               |                                                                             |
| 2010 | Africa (2010 version)       |                                                                    | Velgørenhedssang                                                            |
| 2010 | Jeg så julemanden kysse mor | Julehits                                                           |                                                                             |

## Vundne priser og nomineringer
| AFI Fest: - Grand Jury Prize (Okay 2002, vinder) Bodil: - Bedste kvindelige birolle (Den eneste ene 2000, vinder) - Bedste kvindelige birolle (Elsker dig for evigt 2003, vinder) - Bedste kvindelige hovedrolle (Okay 2003, vinder) - Bedste kvindelige hovedrolle (Vikaren 2008, nomineret) - Bedste kvindelige birolle (Den du frygter 2009, nomineret) - Bedste kvindelige hovedrolle (Applaus 2010, nomineret) - Bedste kvindelige birolle (Alting bliver godt igen 2011, nomineret) - Bedste kvindelige birolle (Superclásico 2012, vinder) - Bedste kvindelige hovedrolle (Toves værelse 2024, vinder) Chlotrudis Awards: - Bedste kvindelige hovedrolle (Elsker dig for evigt 2004, nomineret) - Bedste kvindelige hovedrolle (Applaus 2011, nomineret) European Film Awards: - Publikumsprisen for bedste skuespillerinde (Okay 2002, nomineret) Film by the Sea International Film Festival - Publikumsprisen (Lad de små børn 2004, vinder) Hamptons Internationale Filmfestival: - Outstanding achievement in acting (Applaus 2009, vinder) | Karlovy Vary Filmfestival: - Bedste kvindelige hovedrolle (Applaus 2009, vinder) - Don Quijote Award (Lad de små børn 2004, vinder) - Crystal Globe (Lad de små børn 2004, nomineret) Nordische Filmtage: - Bedste nordiske film (Lad de små børn 2004, vinder) Molodist Internationale Filmfestival: - Scythian Deer (Lad de små børn 2004, vinder) Robert: - Årets kvindelige birolle (Den eneste ene 2000, nomineret) - Årets kvindelige hovedrolle (Okay 2003, vinder) - Årets kvindelige birolle (Elsker dig for evigt 2003, vinder) - Årets instruktør (Lad de små børn 2005, nomineret) - Årets danske spillefilm (Lad de små børn 2005, nomineret) - Årets kvindelige hovedrolle (Vikaren 2008, nomineret) - Årets kvindelige hovedrolle (Den du frygter 2009, nomineret) - Årets kvindelige hovedrolle (Applaus 2010, vinder) Zulu Awards: - Årets danske kvindelige hovedrolle (Vikaren 2008, vinder) - Årets danske skuespillerinde (Applaus 2010, vinder) - Årets danske skuespillerinde (Superclásico 2012, vinder) |